# 乌克兰岛屿列表
以下是烏克蘭島嶼的列表。列表中包括乌克兰境内所有面积大于3000平方公里（1,158平方英里）和重要島嶼。
亚速海
- 比留奇岛

黑海
- 別列贊島
- 蛇岛，位於黑海西部
- 賈雷爾哈奇島
- 刻赤半岛奥普克角以南一帶的岩石
- 天鹅群岛

河口和海峡
- 图兹拉岛，位於刻赤海峡
- 佩尔沃迈斯基岛

河流
- 第聶伯河
  - 特鲁哈尼夫岛，位於基辅
  - 霍爾蒂察島，位於札波羅熱

## 沙嘴
- 阿拉巴特沙嘴
- 别尔江斯克沙嘴